# Schlesische AG für Bergbau und Zinkhüttenbetrieb
Die Schlesische AG für Bergbau und Zinkhüttenbetrieb (Schlesag) war ein 1853 in Breslau gegründetes Unternehmen zum Bergbau auf Erze und Kohle und zur Verhüttung und Weiterverarbeitung von Erzen.

## Geschichte
Das Unternehmen wurde im Jahr 28. September 1853 durch die Bankiers Gustav von Ruffer und Louis Courvoisier, den Inhaber des Handelshauses C.T. Löbbecke & Co, Friedrich Eduard von Löbbecke und Guido Henckel von Donnersmarck gegründet und hatte ein Ausgabekapital von fünf Millionen Talern, das jedoch nicht ganz gezeichnet wurde.  
Anfänglich gehörten der AG die Galmeigrube „Theresia“, die Hälfte der Grube „Apfel“, die Zinkhütten „Thurzo“ bei Königshütte und „Pauls“ bei Kattowitz sowie das Zinkwalzwerk „Marthahütte“. Kern des Unternehmens waren jedoch die Rohzinkhütten „Silesia I bis III“ in Lipine, das ab 1876 auch Sitz der Aktiengesellschaft war. Auf der Grundlage dieses Besitzes war die Schlesag in der Lage, jährlich 6.200 t Rohzink und 3.550 t Zinkblech zu produzieren.
Da es jedoch an der notwendigen Energiebasis fehlte, erwarb man zwischen 1855 und 1860 zahlreiche kleine Steinkohlenbergwerke, die später zu den Bergwerken Mathilde und Karsten-Zentrum (Förderung ab 1872) konsolidiert wurden. Auch verbesserte man die mangelhafte Rohstoffbasis, indem man erhebliche Anteile an den Galmeigruben „Scharley“, „Wilhelmine“, „Cäcilie“, „Neue Helene“ und „Wilhelmsglück“ ankaufte. Diese Anteile hatten einen Wert von 12 Mio. Mark, so dass eine Kapitalerhöhung erforderlich wurde. Obwohl auch dieses zweite Aktienpaket nicht vollständig emittiert werden konnte, belief sich das Gesamtkapital der Schlesag 1856 auf 23,5 Mio. Mark.
Schon 1858/59 investierte das Unternehmen in ein Zinkwalzwerk, um selbst Bleche verschiedenster Formen und Abmessungen anbieten zu können. 1877 kaufte die AG das Zinkwalzwerk Humboldt in Köln-Kalk, um dort nicht nur schlesisches, sondern auch belgisches und rheinisches Rohzink für den westdeutschen Markt zu verarbeiten.  
Zur Verbesserung der Rohstoffbasis wurden 1899 die Aktienmehrheit an einer Erzgrube in Mittelschweden und Kuxe einer ungarischen Erzbergbaugesellschaft erworben. Später kamen größere Anteile an der "Société Métallurgique de Lommel" in Belgien und der "Aktiengesellschaft der österreichisch-ungarischen Zinkwalzwerke" in Oderfurt hinzu. 
1908 verkaufte Guido Graf Henckel zu Donnersmarck das Bergwerk Andalusien sowie das Rittergut Kamin an die Schlesag, die dafür ihr Aktienkapital um weitere 3,5 Mio. Mark erhöhen musste. Weil das neue Bergwerk aber anfangs nur wenig Steinkohle förderte, sackte die die von der Schlesag ausgeschüttete Dividende von 21 % (1907) auf 14 % (1908 und 1909), erholte sich aber wieder schnell (20 % ab 1912).

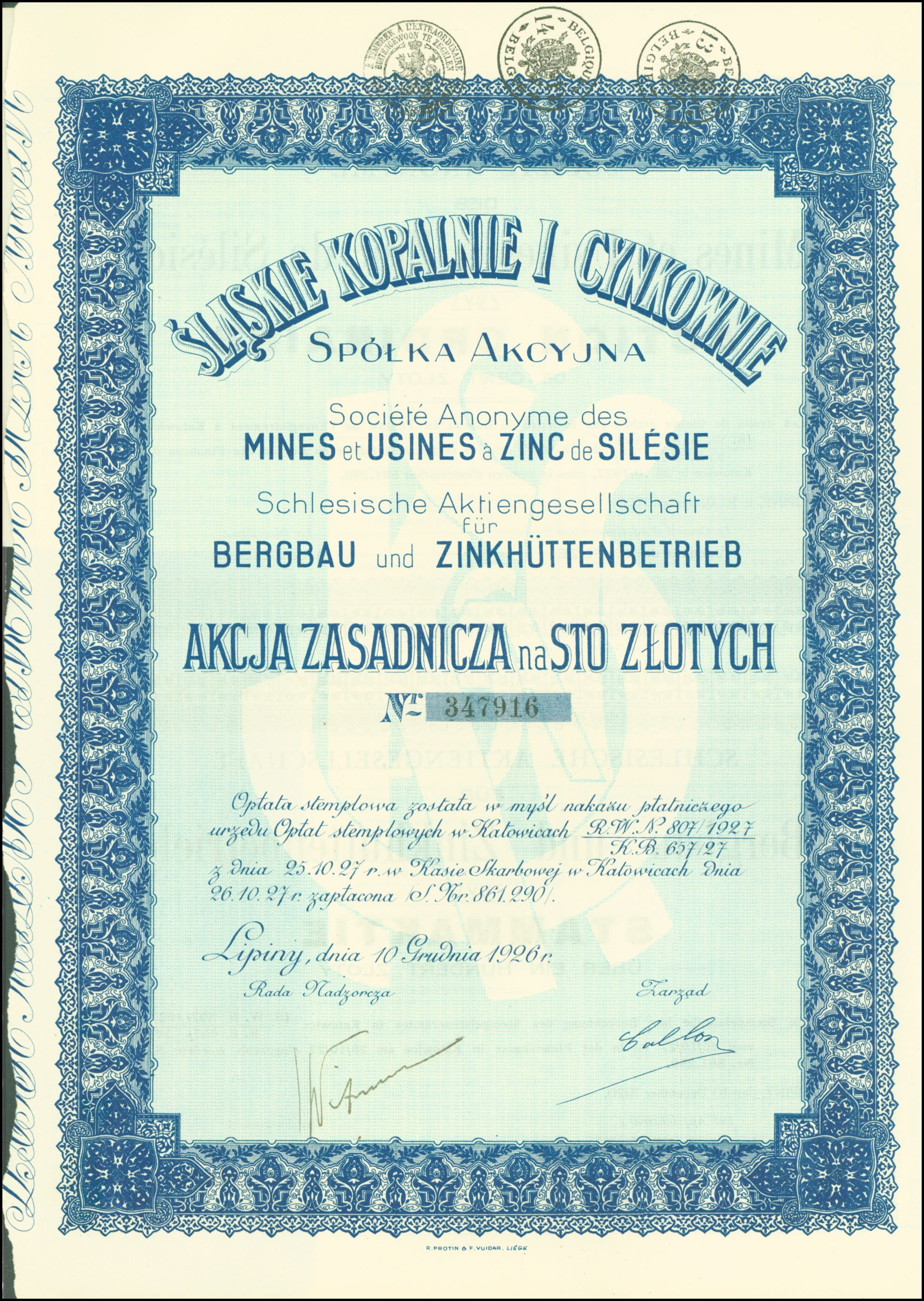
Aktie über 100 Złoty der Śląskie Kopalnie i Cynkownie SA vom 10. Dezember 1926

Wie viele andere Industriebetriebe wurde auch die Schlesag als Folge der Teilung Oberschlesiens 1921/22 in eine deutsche und eine polnische (Śląskie Kopalnie i Cynkownie SA Lipiny) Gesellschaft aufgeteilt. Die deutsche nahm ihren Sitz in Beuthen/Bytom, die polnische in Katowice. Von den Steinkohlenbergwerken verblieb nur die Karsten-Zentrum-Grube bei Westoberschlesien; Andalusien und Mathilda fielen an Polen. Die Zink- und Bleierzgrube "Cecilie" wurde polnisch, während "Jenny-Otto", "Fiedlers Glück" und "Wilhelmsglück" bei Deutschland blieb. Auch bei den Hütten- und Walzwerken gab es Aufteilungen: Silesia und Kunigunde lagen ab 1922 in Ost-, die Walzwerke Jedlitze und Ohlau in Westoberschlesien. 
Bezüglich der Anteilseigner ist festzustellen, dass sich im Westen Geldgeber aus Deutschland und der Schweiz engagierten, während die Mehrheit an dem polnischen Zweig französischen Investoren gehörte.
Nach der Besetzung Polens durch deutsche Truppen während des Zweiten Weltkriegs beanspruchte die (deutsche) Schlesag drei Zinkhütten, zwei Zinkwalzwerke, ein Werk mit Zinkelektrolyse und die bereits erwähnten Steinkohlenbergwerke aus Ostoberschlesien. Obwohl in diesem polnischen Unternehmen 85 % französisches Kapital steckte, wurden diese Anteilseigner so unter Druck gesetzt, dass sie einen großen Teil ihres Eigentums an die deutsche Schlesag verkauften. Am 16. Juni 1943 kam es zu einer „Wiedervereinigung“ beider Unternehmensteile in einer „neuen“ Schlesag. In ihr herrschten drei Kapitalgruppen vor, oberschlesische (Donnersmarck), westdeutsche (Metallgesellschaft (Frankfurt am Main), Bankhaus Delbrück-Schindler und Familie Ratjen) und französisch-belgische. Von den Hohenlohewerken – neben von Giesches Erben einziger noch verbliebener Mitkonkurrent im Zinkgeschäft – übernahm die Schlesag noch die Hälfte eines Walzwerkes in Welnow. Der Steinkohlenbesitz der Hohenlohes war bei der Besetzung Polens an die Reichswerke Hermann Göring gefallen.
Im Jahr 1945 verlegte die Gesellschaft ihren Sitz zunächst nach Berlin, dann 1947 nach Braunschweig. 1971 wurde sie vollständig von der "Metallgesellschaft" übernommen.